# SWAG IN DA BAG
「SWAG IN DA BUG」（スワッグ・イン・ダ・バグ）は、日本のヒップホップMC・AK-69が発売した6作目のシングル。

## 概要
- 前作「PUBLIC ENEMY」以来1年7ヶ月ぶりのシングル。
- 初回限定盤と通常盤の2形態で発売され、初回限定盤には表題曲「SWAG IN DA BUG」と、カップリング曲から「SHUT UP」のインストゥルメンタルが収録されている。
- AK-69のシングルでインストゥルメンタルが収録されたのは、Kalassy Nikoff名義で発売されたソロデビュー曲「NEVER GONNA STOP/THAT GIRL」以来5作ぶりとなる。
- 2作目のシングル「LIVE FOR DA HUSTLE」以来4作ぶりのノンタイアップシングルとなっている。

## 収録曲
1. SWAG IN DA BUG [4:21]
  - 作詞 : AK-69 / 作曲 : RIMAZI,AK-69
2. ONE [4:02]
  - 作詞 : AK-69 / 作曲 : JIGG,AK-69
3. SHUT UP [3:29]
  - 作詞 : AK-69 / 作曲 : DJ WATARAI
4. JET SETTER [3:46]
  - 作詞 : AK-69 / 作曲 : RYAN‘‘RYU’’YUICHI,AK-69

4作目のデジタルシングル「JET SETTER」を収録したもの。
5. SWAG IN DA BAG -Instrumental-
  - 作曲 : RIMAZI,AK-69

ボーナストラック。初回限定盤のみに収録されている。
6. SHUT UP -Instrumental-
  - 作曲 : DJ WATARAI

ボーナストラック。初回限定盤のみに収録されている。

## 収録アルバム
- The Independent King (#1,2)
- Road to The Independent King (#2)